# فريدريك غوتليب بارث
فريدريك غوتليب بارث (بالألمانية: Friedrich Gottlieb Barth)‏ هو لغوي ألماني، ولد في 3 أغسطس 1738 في فيتنبرغ في ألمانيا، وتوفي في 6 أكتوبر 1794 في Schulpforte ‏ في ألمانيا.